# Coupe d'Afrique des nations féminine espoirs de hockey sur gazon 2023
Navigation
Windhoek 2016 2024
La Coupe d'Afrique des nations féminine espoirs de hockey sur gazon 2023 est une compétition internationale de hockey sur gazon qui s'est tenue du 12 au 16 mars 2023 à Ismaïlia, Égypte,,.
Le tournoi a servi de qualification directe pour la Coupe du monde espoirs 2023, le vainqueur et le deuxième se qualifiant.
L'Afrique du Sud remporte son 7e titre en battant le Zimbabwe 1 - 0,,.

## Équipes qualifiées
Les équipes suivantes se sont qualifiées pour le tournoi. Le 3 mars 2023, le Nigéria annoncent qu'ils déclarent forfait pour le tournoi.
- Afrique du Sud (22)
- Kenya (37)
- Zimbabwe (39)
- Égypte (60)

## Critères
En cas d'égalité de points de plusieurs équipes à l'issue des matchs de poule, les critères suivants sont appliqués dans l'ordre indiqué pour établir leur classement:
1. Points de chaque équipe,
2. Matchs gagnés,
3. Différence de buts,
4. Buts pour,
5. Plus grand nombre de points obtenus dans les matchs de poule disputés entre les équipes concernées,
6. Buts marqués en plein jeu.

## Premier tour
Légende :
- Finale
- Matchs pour la 3e place

| Rang | Équipe           | Pts | J | G | N | P | Bp | Bc | Diff |
| ---- | ---------------- | --- | - | - | - | - | -- | -- | ---- |
| 1    | Afrique du Sud T | 9   | 3 | 3 | 0 | 0 | 19 | 0  | +19  |
| 2    | Zimbabwe         | 6   | 3 | 2 | 0 | 1 | 11 | 3  | +8   |
| 3    | Égypte H         | 3   | 3 | 1 | 0 | 2 | 2  | 15 | -13  |
| 4    | Kenya            | 0   | 3 | 0 | 0 | 3 | 0  | 14 | -14  |

| 12 mars 2023 | Afrique du Sud | 3 - 0  | Zimbabwe       |
| 12 mars 2023 | Kenya          | 0 - 2  | Égypte         |
| 13 mars 2023 | Zimbabwe       | 4 - 0  | Égypte         |
| 13 mars 2023 | Kenya          | 0 - 5  | Afrique du Sud |
| 15 mars 2023 | Afrique du Sud | 11 - 0 | Égypte         |
| 15 mars 2023 | Zimbabwe       | 7 - 0  | Kenya          |

## Tour final

### Match pour la3eplace
| Match 7            | Égypte                      | 2 - 0   | Kenya |                                            |                                            |
| 16 mars 2023 10h00 | Solaiman 23e · Metwally 58e | (1 - 0) |       | Arbitrage : Andrea Nicholson Sharne Mayers | Arbitrage : Andrea Nicholson Sharne Mayers |
| 16 mars 2023 10h00 | Rapport                     |         |       | Arbitrage : Andrea Nicholson Sharne Mayers | Arbitrage : Andrea Nicholson Sharne Mayers |

### Finale
| Match 8            | Afrique du Sud | 1 - 0   | Zimbabwe |                                            |                                            |
| 16 mars 2023 14h30 | Coltman 48e    | (0 - 0) |          | Arbitrage : Minami Inamoto Charity Majimbo | Arbitrage : Minami Inamoto Charity Majimbo |
| 16 mars 2023 14h30 | Rapport        |         |          | Arbitrage : Minami Inamoto Charity Majimbo | Arbitrage : Minami Inamoto Charity Majimbo |

## Classement final
| Rang                        | Équipe           | J | V | N | P | BP | BC | Diff | Pts |
| --------------------------- | ---------------- | - | - | - | - | -- | -- | ---- | --- |
| Médaille d'or, Afrique      | Afrique du Sud T | 4 | 4 | 0 | 0 | 20 | 0  | +20  | 12  |
| Médaille d'argent, Afrique  | Zimbabwe         | 4 | 2 | 0 | 2 | 11 | 4  | +7   | 6   |
| Médaille de bronze, Afrique | Égypte H         | 4 | 2 | 0 | 2 | 4  | 15 | -11  | 6   |
| 4                           | Kenya            | 4 | 0 | 0 | 4 | 0  | 16 | -16  | 0   |

|  | Nation qualifiée pour la Coupe du monde espoirs 2023 |